# Diestota latifrons
Diestota latifrons är en skalbaggsart som beskrevs av Sharp 1880. Diestota latifrons ingår i släktet Diestota och familjen kortvingar. Inga underarter finns listade i Catalogue of Life.